# Dipterocarpus

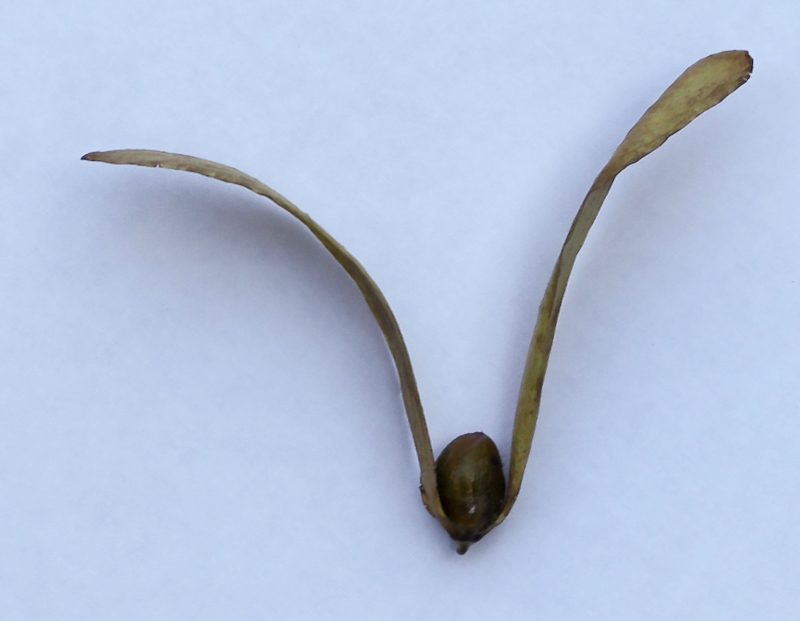
A Dipterocarpus bourdillonii „szárnyas” magva

A Dipterocarpus a mályvavirágúak (Malvales) rendjébe, ezen belül a dipterokarpuszfélék (Dipterocarpaceae) családjába tartozó nemzetség.
Családjának a névadó típusnemzetsége.

## Tudnivalók
Ez a fanemzetség a harmadik legnépesebb a családján belül. A közkedvelt faanyagú facsoport őshazája Délkelet-Ázsia, főleg Borneó, ahol a legtöbb faj él és ezek közül sok endemikus e szigeten. Habár a faanyagáról vált ismertté, a modern orvostudomány is hasznát veszi, főleg az AIDS elleni kutatásban. E fajok dammargyantát és kumarin-származékot tartalmaznak. A Dipterocarpus obtusifoliusból AIDS-ellenes anyagokat próbálnak kinyerni.
A Dipterocarpus megnevezés görög eredetű és jelentése: „kétszárnyú gyümölcs”.
Habár nem olyan értékesek, mint a rokon Shorea nemzetség, a Dipterocarpus turbinatus nevű faj az Andamán- és Nikobár-szigetek egyik legfontosabb kereskedelmi fája, melyet Keruing név alatt árusítanak. E fákból főleg furnérlemezek készülnek.

## Rendszerezés
A nemzetségbe az alábbi 66 faj tartozik (meglehet, hogy a lista hiányos):
- Dipterocarpus acutangulus Vesque
- Dipterocarpus alatus Roxb. ex G.Don
- Dipterocarpus applanatus Slooten
- Dipterocarpus baudii Korth.
- Dipterocarpus borneensis Slooten
- Dipterocarpus bourdilloni Brandis
- Dipterocarpus caudatus Foxw.
- Dipterocarpus caudiferus Merr.
- Dipterocarpus chartaceus Symington
- Dipterocarpus cinereus Slooten
- Dipterocarpus concavus Foxw.
- Dipterocarpus condorensis Pierre
- Dipterocarpus confertus Slooten
- Dipterocarpus conformis Slooten
- Dipterocarpus coriaceus Slooten
- Dipterocarpus cornutus Dyer
- Dipterocarpus costatus C.F.Gaertn. - típusfaj
- Dipterocarpus costulatus Slooten
- Dipterocarpus crinitus Dyer
- Dipterocarpus cuspidatus P.S.Ashton
- Dipterocarpus dyeri Pierre ex Laness.
- Dipterocarpus elongatus Korth.
- Dipterocarpus eurynchus Miq.
- Dipterocarpus fagineus Vesque
- Dipterocarpus fusiformis P.S.Ashton
- Dipterocarpus geniculatus Vesque
- Dipterocarpus glabrigemmatus P.S.Ashton
- Dipterocarpus glandulosus Thwaites
- Dipterocarpus globosus Vesque
- Dipterocarpus gracilis Blume
- Dipterocarpus grandiflorus (Blanco) Blanco
- Dipterocarpus hasseltii Blume
- Dipterocarpus hispidus Thwaites
- Dipterocarpus humeratus Slooten
- Dipterocarpus indicus Bedd.
- Dipterocarpus insignis Thwaites
- Dipterocarpus intricatus Dyer
- Dipterocarpus kerrii King
- Dipterocarpus kunstleri King
- Dipterocarpus lamellatus Hook.f.
- Dipterocarpus littoralis Blume
- Dipterocarpus lowii Hook.f.
- Dipterocarpus megacarpus Madani
- Dipterocarpus mundus Slooten
- Dipterocarpus nudus Vesque
- Dipterocarpus oblongifolius Blume
- Dipterocarpus obtusifolius Teijsm. ex Miq.
- Dipterocarpus ochraceus Meijer
- Dipterocarpus orbicularis Foxw.
- Dipterocarpus pachyphyllus Meijer
- Dipterocarpus palembanicus Slooten
- Dipterocarpus perakensis P.S.Ashton
- Dipterocarpus retusus Blume
- Dipterocarpus rigidus Ridl.
- Dipterocarpus rotundifolius Foxw.
- Dipterocarpus sarawakensis Slooten
- Dipterocarpus scaber Buch.-Ham.
- Dipterocarpus semivestitus Slooten
- Dipterocarpus stellatus Vesque
- Dipterocarpus sublamellatus Foxw.
- Dipterocarpus tempehes Slooten
- Dipterocarpus tuberculatus Roxb.
- Dipterocarpus turbinatus C.F.Gaertn
- Dipterocarpus validus Blume
- Dipterocarpus verrucosus Foxw. ex Slooten
- Dipterocarpus zeylanicus Thwaites

## Fordítás
- Ez a szócikk részben vagy egészben  a   Dipterocarpus című angol Wikipédia-szócikk ezen változatának fordításán alapul.  Az eredeti cikk szerkesztőit annak laptörténete sorolja fel. Ez a jelzés csupán a megfogalmazás eredetét és a szerzői jogokat jelzi, nem szolgál a cikkben szereplő információk forrásmegjelöléseként.